# Chuansi
Chuansi (kinesiska: 串丝, 串丝乡) är en socken i Kina. Den ligger i provinsen Yunnan, i den sydvästra delen av landet, omkring 390 kilometer norr om provinshuvudstaden Kunming.
Genomsnittlig årsnederbörd är 1 329 millimeter. Den regnigaste månaden är juli, med i genomsnitt 290 mm nederbörd, och den torraste är januari, med 17 mm nederbörd.